# Novatian
Novatian (lateinisch Novatianus; * um 200; † um 258) war Theologe und 251 bis 258 Gegenpapst. Die spätantike Bewegung der Novatianer, die sich selbst katharoi (die Reinen) nannten, ist nach ihm benannt.

## Leben
Nachdem Bischof Fabianus im Januar 250 gestorben war, berief man Novatian zunächst zum Sprecher der Gemeinde. Alles deutete darauf hin, dass er der nächste Bischof von Rom werden würde; doch der Klerus wählte im März 251 Cornelius zum Nachfolger von Fabianus. Novatian ließ sich daraufhin von drei süditalienischen Bischöfen zum Bischof weihen und trat den Kampf gegen Cornelius an. Eine Christenverfolgung im Februar 251 führte zum Abfall mehrerer Anhänger, woraus nun ein heftiger Streit zwischen Novatian und Cornelius entbrannte. Novatian warf Cornelius vor, er habe in den Verfolgungen unter Kaiser Decius Beamte bestochen und so eine Bescheinigung erhalten, dass er gemäß dem Erlass des Kaisers den römischen Göttern geopfert habe; deshalb habe Cornelius kein Recht, Bischof zu sein. Novatian vertrat hier in Übereinstimmung mit den römischen Presbytern die Auffassung, dass Lapsi, die Buße täten, zwar mit Strenge zu begegnen sei, die Wiederaufnahme in die Gemeinde aber nicht grundsätzlich verwehrt werden dürfe. Cornelius, Bischof von Rom, setzte sich mit dem Konzept der Exhomologese, dem Sündenbekenntnis im frühen Bußwesen, durch.
Novatian verwendete in seinen Schriften als einer der ersten römischen Theologen nach Tertullian die lateinische Sprache. Zwei seiner neun bekannten Abhandlungen sind erhalten: Über die Trinität und Über Jüdische Speisen. In der Briefsammlung des Cyprian sind zwei Briefe des Novatian (Cyp. ep. 30 und 36) erhalten.
Auf einer Synode im Herbst 251 wurde Novatian von Cornelius und 60 Bischöfen exkommuniziert. Wenige Monate nach seiner Exkommunikation setzte eine erneute Christenverfolgung ein und Novatian verließ Rom. In der Regierungszeit Kaiser Valerians (253–260) starb er wahrscheinlich den Märtyrertod.

## Novatianer
Die Anhänger von Novatian nannten sich „Cathari“ (von gr. Katharós, rein), bzw. „katharoi“, die Reinen, weil sich ihre Mitglieder zur Zeit der systematischen Christenverfolgung unter Kaiser Decius 250 und 251 geweigert hatten, Opfer an die römischen Götterbilder darzubringen.
Weil die Novatianer die Vollmacht der Vergebung nicht der Kirche, sondern nur Gott zusprachen, konnten sie sich in Rom nicht durchsetzen. Die Novatianer wurden in der kirchlichen Tradition gemeinhin als Ketzer bezeichnet. Dieses Wort entstand aus ihrer Selbstbezeichnung Cathari.
Die „Novatianisches Schisma“ genannte Trennung währte bis zur Vereinigung mit der unter Konstantin entstandenen Reichskirche während des Konzils von Nicäa 325. In Teilen Spaniens hielt sich die Glaubensgemeinschaft noch bis ins 5. Jahrhundert.

## Schriften
- MS-B-193 – Cyprianus. Novatianus. Henricus Arnoldi. Mechthild von Hackeborn. (Ps.-)Augustinus. Henricus de Langenstein (Theologische Sammelhandschrift). Kreuzherrenkonvent, Marienfrede [um 1490 – 1495; um 1480 – 1490; 1489; um 1475] Digitalisat